# Oratorio della Madonna di Ripaia
L'oratorio della Madonna di Ripaia è un luogo di culto cattolico in stile romanico, posto nella frazione di Treggiaia del comune di Pontedera.

## Storia e descrizione
Costruito nel secolo XIII, l'edificio presenta una semplice facciata a capanna con un portale in pietra serena. Nella lunetta soprastante persiste tuttora l'immagine affrescata, ma sbiadita, della "Madonna con Bambino", con in alto una bifora con tre colonnine. L'oratorio fu ampliato nel 1696, con la costruzione dell'abside e del piccolo campanile, mentre nella seconda metà dell'Ottocento fu oggetto di un restauro completo. Nel 1992 la chiesa è stata nuovamente restaurata.
All'interno si conserva la preziosa immagine della "Madonna con Bambino tra san Lorenzo e san Bartolomeo", venerata con l'appellativo di "Madonna di Ripaia". Il dipinto è stato recentemente attribuito al Maestro di San Torpè, pittore attivo a Pisa nella prima metà del secolo XIV.